# Фрунзе, Татьяна Михайловна
Татья́на Миха́йловна Фру́нзе (2 августа 1920, Ташкент — 15 января 2024, Москва) — советский химик-органик, доктор химических наук, профессор (1969).

## Биография
Родилась в семье народного комиссара по военным и морским делам СССР Михаила Фрунзе. После смерти отца в 1925 году и матери в 1926 году вместе с младшим братом Тимуром некоторое время жила у бабушки, а после её смерти в 1931 году детей усыновил друг их отца К. Е. Ворошилов, получивший разрешение на усыновление специальным постановлением Политбюро ЦК ВКП(б).
Согласно воспоминаниям С. М. Будённого, училась в Военной академии химзащиты Красной Армии, во время войны работала на одном из танковых заводов. По состоянию на 10 октября 1945 г. служила в академии в звании техник-лейтенант.
В 1947 году окончила Московский химико-технологический институт (выпускник кафедры химии и технологии органического синтеза). Далее работала в Институте органической химии имени Н. Д. Зелинского, занималась исследованиями, касающимися химии полиамидов, защитила по данной теме кандидатскую диссертацию.
В 1954 году перешла в только что основанный Институт элементоорганических соединений, через несколько лет защитила докторскую диссертацию на тему «Исследование в области синтетических гетероцепных полиамидов». В 1964 году возглавила вновь созданную лабораторию полимеризационных процессов института.
Несколько лет была членом Экспертного совета ВАК по органической химии и членом Совета по высокомолекулярным соединениям при Президиуме АН СССР.
Помимо научной, занималась общественной работой: в 1968—1991 годах была заместителем председателя Комитета советских женщин. Принимала участие в сохранении наследия М. В. Фрунзе.
В декабре 2008 года квартира Татьяны Фрунзе была обворована, пропали в том числе награды Михаила Фрунзе. Воры, втершиеся в доверие Татьяне Фрунзе, были найдены, ряд ценностей был возвращён.
По состоянию на апрель 2020 года проживала в Москве со своей дочерью Еленой. В августе 2020 года отметила 100-летний юбилей.
Скончалась 15 января 2024 года в Москве на 104-м году жизни. Торжественная церемония прощания состоялась 19 января в Траурном зале Главного военного клинического госпиталя имени Н. Н. Бурденко.

## Награды
- орден Трудового Красного Знамени
- орден Дружбы народов (16 января 1981)
- орден Почёта (30 декабря 1990)
- медаль «За победу над Германией в Великой Отечественной войне 1941—1945 гг.» (1945)
- медаль «Найрамдал» (Дружба) (МНР)
- другие медали[14].

## Научная деятельность
Научные интересы связаны с химией высокомолекулярных соединений. Исследовала реакции поликонденсации, в частности, протекающие при синтезе полиамидов, совместно с сотрудниками получила множество новых полиамидов (например, капролит и деклон) и на основании изучения зависимости свойств данных соединений от их строения предложила концепцию, позволяющую нужным образом изменять эти свойства. Кроме того, занималась изучением полимеризации винильных соединений и гетероциклов.
Автор монографии «Синтетические гетероцепные полиамиды» (1962, совместно с В. В. Коршаком), большого количества научных работ, нескольких изобретений.

## Семья
Муж — генерал-полковник Анатолий Георгиевич Павлов (1920—2007). Сын Тимур Анатольевич Павлов (1944—2008) (назван в честь брата Татьяны Михайловны) и дочь Елена Анатольевна Павлова (1948 г.р.) — также учёные-химики. Есть внуки и правнуки.